# ミラ・ショーン
ミラ・ショーン（Mila Schön、本名：マリア・カルメン・ヌストリツィオ・ショーン（Maria Carmen Nutrizio）、1916年9月28日 - 2008年9月5日）は、ダルマチア・イタリア人のファッション・デザイナーである。姓はSchoenの綴りも使った。

## 前半生
トロギル（クロアチア）の富裕なダルマチア・イタリア人の両親のもとに生まれたマリア・カルメン・ヌトリツィオ（伊: Maria Carmen Nutrizio）は、弟に新聞編集人でジャーナリストでステファノ・〈ニーノ〉・ヌトリツィオ（Stefano "Nino" Nutrizio）がある。幼少期に第一次世界大戦が終局、オーストリア＝ハンガリー帝国が解体するとショーンの家族は資産を失い、イタリアへ移住すると父は薬局を経営した。
思春期を迎える頃に第二次世界大戦が勃発、戦中にミラノで出会ったオーストリア人の宝石商アウレリオ・ショーンと結婚。終戦後は短い間、経済的に何不自由ない時期が訪れ、パリで最も著名なオートクチュール・ブランドの顧客となった。バレンシアガ、ディオールなどである。

## 経歴
ミラ・ショーンはイタリアのファッションで最も尊重された名前のうちのひとつで、その高度なスタイルと正確な仕立職は有名である。
当時オーストリア＝ハンガリー帝国領だったダルマチア地方の古都トラウ（現・トロギル）出身。両親は裕福なクロアチア出身のドイツ系貴族であったが、第一次世界大戦後にオーストリア＝ハンガリー帝国が崩壊し、ユーゴスラビア王国が樹立したのをきっかけに、家族でイタリア領になったトリエステに移住した。そして18歳で兄と共にジェノヴァに転居した。生前、生年月日は非公表で1916年生まれと1918年生まれの文献があり、没後、明らかにされた。
当初、ショーンはバレンシアガとクリスチャン・ディオールの顧客であったが、特注の服を着用するうちにファッションに対して愛情と興味を持ちはじめた。その後、裕福なミラノの貴金属商だった夫が事業に失敗し離婚、一度も手に職を持った経験はないまま自活が必要になり、また本人もパリのオートクチュールの洋服をもう買えない経済状態に至り、それならば自分で似た服を作ればよいと結論し、洋裁店を立ち上げファッション業界に身を投じた。最初はパリのオートクチュールのデザインを模倣しつつも、それと同等の品質の洋服を、より安い価格で提供することに重点が置かれた。
- 1950年代　ディオールやバレンシアガの顧客としてオートクチュールに親しむ。
- 1958年　イタリア（ミラノ）に洋装店を設立。
- 1965年　フィレンツェ（Palazzo Pitti）で初のオートクチュール・コレクションを開催する。
- 1971年　メンズライン、ミラショーン・ウオモを発表。
- 1969年～1972年、イタリアの航空会社、アリタリア航空の制服をデザイン
- 1992年、バルセロナオリンピックに出場するサッカーのイタリア代表チームのユニフォームを担当
- 2002年9月　ミラショーン・ブランドの若手デザイナー、マーク・ヘルムートの台頭。
- 2003年　ミラノ春夏コレクションを端緒に発表を始める。
- 2004年9月　ファッションウィーク、ショーン自身のデザイン。
- 2005年　春夏コレクション、ショーン自身のデザイン。

85歳になったショーンは、ミラショーンブランドで共に仕事をした3人のデザイナーのチーム（Citron, Myler and Piaggi）と組み、ショーのフィナーレを最前列で率いた。
ブランドの権利をマニエラ・ブラーニに譲った後も、デザインの監督を続けた。

## 著名な顧客
ショーンの顧客には、ジャクリーン・ケネディ・オナシス、リー・ラズィウィル、マレーラ・アニェリ、ファーラー・ディバ、イメルダ・マルコス、ブルック・アスターが含まれた。トルーマン・カポーティの1966年のモノクロの舞踏会では、マレーラ・アニェリがベストドレッサーの来客として注目され、身につけたカフタンにはミラ・ショーン工房の女性職人が縫い取った刺繍が散りばめてあった。第3位はリー・ラズィウィル、ショーンのスパンコール付きのシフトドレス姿であった。

## 香水
- 1981年 Mila Schon (Woman)
- 1986年 Mila Schon Uomo(Woman)[疑問点 – ノート]
- 1990年 Haute Couture (Woman)
- 1997年 Schon (Woman)
- 1990's Y-10 Avenue (Woman)
- 2005年 Mila Schon (Woman) 再発売

## 賞歴
- 1967年 ファッションオスカー賞（アメリカ）
- 1986年 「リコノセンザ賞」（イタリア、ミラノ）
- 1986年 「ソレマーレ賞」「ジ オネール」（イタリア）
- 1990年 「ザ ベスト」賞（フランス、パリ）
- 1991年 ウォーターマン賞ファッション部門賞（アメリカ）